# You’re My Best Friend
You’re My Best Friend – ballada rockowa brytyjskiej grupy Queen, autorstwa Johna Deacona. Utwór pochodzi z albumu A Night at the Opera (1975). W 1981 piosenka trafiła na kompilację Greatest Hits.
Deacon napisał utwór dla swojej żony Veroniki i zagrał ją na fortepianie elektrycznym Wurlitzer oraz gitarze basowej.
Utwór wykorzystano w takich programach i filmach jak Różowe lata 70. (odcinek Hyde’s Father), Simpsonowie (Moe Baby Blues), Wysyp żywych trupów (podczas napisów), Will & Grace (odcinek końcowy, maj 2006), Sztuka zrywania, serial Na imię mi Earl (Something to Live For).
Zapis na żywo znajduje się na albumie Live Killers.

## Listy przebojów
| Kraj              | Lista (1976)           | Pozycja |
| ----------------- | ---------------------- | ------- |
| Holandia          | Single Top 100         | 6       |
| Belgia            | Ultratop 50 (Flandria) | 23      |
| Wielka Brytania   | UK Singles Chart       | 7       |
| Stany Zjednoczone | Billboard Hot 100      | 16      |